# 素敵にシンデレラ・コンプレックス
「素敵にシンデレラ・コンプレックス」（すてきにシンデレラ・コンプレックス）は 1983年5月12日に発売された郷ひろみ47作目のシングル。

## 解説
トヨタ自動車「NEW FFカローラ（5代目・E80型系）」CMソングで、当時のキャッチコピーは『スポーティ・ハンサム 素敵に、NEWカローラ。』だった。
リリース中にニューヨークにダンス、ボイストレーニングに行き、金髪になり帰国した。

## 収録曲
| 全作詞: 阿久悠、全作曲: 鈴木康博。 |                                      |           |            |                    |      |
| #                                  | タイトル                             | 作詞      | 作曲・編曲 | 編曲               | 時間 |
| 1.                                 | 「素敵にシンデレラ・コンプレックス」 | 阿久悠    | 鈴木康博   | 井上堯之・甲斐正人 | 4:07 |
| 2.                                 | 「黒にしておけよ」                   | 阿久悠    | 鈴木康博   | 鈴木康博           | 4:40 |
| 合計時間:                          | 合計時間:                            | 合計時間: | 8:47       |                    |      |

## カバー
| アーティスト | 収録作品               | 発売日         | 規格品番  | 備考           |
| ------------ | ---------------------- | -------------- | --------- | -------------- |
| 鈴木康博     | 『STARLIGHT SERENADE』 | 1984年11月21日 | ETP-17673 | セルフカバー。 |